# Jesús Castellano
Jesús Castellano (Barcelona, 22 de marzo de 2004) es un futbolista profesional venezolano que juega como mediocampista en el FC Cincinnati 2 de la MLS Next Pro.

## Trayectoria

### Yaracuyanos
Nacido en Barcelona, Venezuela, Castellano inició su carrera en las categorías inferiores de los Yaracuyanos. El 8 de mayo de 2021, Castellano hizo su debut profesional con Yaracuyanos, apareciendo como titular en la derrota por 1-0 ante el Gran Valencia FC.

### New York Red Bulls
El 20 de enero de 2022, Castellano firmó con el New York Red Bulls de la Major League Soccer. Castellano debutó con el primer equipo de los Red Bulls el 10 de mayo de 2022, siendo sustituido por Luquinhas durante una victoria por 3-0 sobre DC United en los dieciseisavos de final de la US Open Cup 2022.

## Selección nacional
Castellano debutó con la selección de fútbol sub-23 de Venezuela el 5 de junio de 2022, comenzando como titular en el empate 1-1 contra la selección de fútbol sub-20 de Ghana.

## Estadísticas de carrera
| Club                  | Temporada        | Liga             | Liga | Liga  | Copa doméstica | Copa doméstica | Copa de liga | Copa de liga | Continental | Continental | Total | Total |
| Club                  | Temporada        | División         | PJ   | Goles | PJ             | Goles          | PJ           | Goles        | PJ          | Goles       | PJ    | Goles |
| --------------------- | ---------------- | ---------------- | ---- | ----- | -------------- | -------------- | ------------ | ------------ | ----------- | ----------- | ----- | ----- |
| Yaracuyanos           | 2021             | Liga FUTVE       | 7    | 0     | 0              | 0              | 0            | 0            | 0           | 0           | 7     | 0     |
| New York Red Bulls II | 2022             | USL Championship | 3    | 0     | 0              | 0              | 0            | 0            | 0           | 0           | 3     | 0     |
| New York Red Bulls    | 2022             | MLS              | 0    | 0     | 1              | 0              | 0            | 0            | 0           | 0           | 1     | 0     |
| Total de carrera      | Total de carrera | Total de carrera | 10   | 0     | 1              | 0              | 0            | 0            | 0           | 0           | 11    | 0     |